# 阿利森 (科羅拉多州)
阿利森（英語：Allison）是位於美國科羅拉多州拉普拉塔縣的一個非建制地區。該地的面積和人口皆未知。

## 地理
阿利森的座標為37°01′28″N 107°29′17″W / 37.02444°N 107.48806°W，而該地的平均海拔高度為1885米（即6217英尺）。